# Kieron Achara
Kieron Achara (Stirling, 7. ožujka 1983.) škotski je profesionalni košarkaš. Igra na poziciji krilnog centra, a trenutačno je član talijanske Angelico Bielle.

## Karijera
Karijeru je započeo na sveučilištu Duquesne Dukes u Atlantic 10 diviziji NCAA-a, a u posljednjoj sezoni za 19 minuta provedenih na parketu prosječno je postizao 11.3 poena, 4 skoka, 0.9 asistencija i 1.5 blokada. 1. rujna 2008. potpisao je talijansku GMAC Bolognu. Nakon ispadanja GMAC Bologne u drugu talijansku ligu, Achara je napustio klub i potpisao za Angelico Biellu.

## Reprezentacija
Član je škotske košarkaške reprezentacije, a do 2008. bio je i član britanske košarkaške reprezentacije.

## Vanjske poveznice
- Profil na ESPN.com
- Profil  Arhivirana inačica izvorne stranice od 2. studenoga 2012. (Wayback Machine) na DraftExpress.com